# Guvernoratul Dakahlia
Guvernoratul Dakahlia (în arabă الدقهلية) este o unitate administrativă de gradul I, situată  în  partea de nord a Egiptului. Reședința sa este orașul El Mansoura.